# 佐藤史生
佐藤 史生（さとう しお、1950年12月6日 - 2010年4月4日）は、日本の漫画家。女性。本名は佐藤ちよ子。24年組あるいはポスト24年組 のひとり。理知的な作風が特徴で、寡作でありながら根強い人気を誇る。代表作に『夢みる惑星』『ワン・ゼロ』など。

## 来歴・人物
宮城県登米郡（現登米市）出身。宮城県佐沼高等学校在学時に石森章太郎『マンガ家入門』を読み、作品を書き始める。卒業後に上京して印刷会社で2年ほど働く が、1971年に萩尾望都に手紙を出したことがきっかけで、萩尾や竹宮惠子のアシスタントを務めることになる。当時坂田靖子が主宰する同人誌にはじめて掲載した作品は、「Do. Sato」（ド・サト）名義である。1976年に「星の丘より」を『別冊少女コミック』（小学館）に投稿して新人賞受賞。翌1977年、おなじく『別冊少女コミック』に「恋は味なもの!?」を掲載してデビューした。「砂糖・塩」の語呂合わせである「佐藤史生」をペンネームとするが、これは竹宮が口にした「ソルティ・シュガー」という言葉を、佐藤が思い出して使ったものという。
魔術や神話を先端科学と巧みにミックスする独自の作品世界を持ち、長編『夢みる惑星』では先史の失われた文明を、『ワン・ゼロ』では意志を持ちネットワークに侵入する電子頭脳と魔神たち（大乗仏教の神々とインド古代神および古神道の神々との戦い）を描いた(p72)。また『心臓のない巨人』などの複合船シリーズでは、巨大な交易船で宇宙を旅しながら何世代も生き続ける隔離された人々を描き、『やどり木』では辺境星に入植した人類が植物を媒介とした壮大なネットワークに取り込まれる様子を描いた。
デビューした1977年から1989年までの13年間は執筆活動を活発におこなっており、毎年3本以上の作品を発表していた。この時期の後半には、「精霊王」など徳永メイ原案による作品も手がけている。
1990年から1999年の10年間は執筆ペースが落ち、年間0-1本の作品数である。2000年に『魔術師さがし』の4話（番外編ふくむ）を執筆したが、これが佐藤の最後の作品となった。
2001年に乳がんが発見され、摘出手術を受ける。この年『プチフラワー』で始まった「20世紀名作招待席」の第1回（2001年7月号）を、初期（1978年）のSF短編「金星樹」が飾る。同誌ウェブサイトには作者インタビューが掲載された。
2009年にがん転移が確認され、再入院。同年12月19日から翌2010年2月14日まで出身地の宮城県登米市にある石ノ森章太郎ふるさと記念館で開催された特別企画展『佐藤史生展』ではカラー原画などが展示された が、佐藤はこの企画展を見ることはできなかった。2010年4月4日、脳腫瘍により、入院先のホスピスで死去。訃報は友人である坂田靖子がホームページで2010年4月6日に告知した。59歳没。

### 没後
遺された原稿類は友人が保管していた が、その後京都国際マンガミュージアムに寄贈された。
2012年から2016年にかけ、復刊ドットコムで、〈佐藤史生コレクション〉として『死せる王女のための孔雀舞』『金星樹』『この貧しき地上に』ほかが刊行された。
2024年6月、河出書房新社から『傑作短編集　夢喰い』、作家論『総特集 佐藤史生 少女マンガが夢見た未来』刊行。同年6月28日から10月20日まで、明治大学米沢嘉博記念図書館において「佐藤史生原画展: 決して眠らない魚のみる夢」が開催された。

## 作品リスト
- 金星樹（1979年、奇想天外社、奇想天外コミックス）
  - 花咲く星ぼしの群れ（『別冊少女コミック』1978年8月増刊号）
  - 金星樹（『別冊少女コミック』1978年4月増刊号）
  - 一角獣の森で（『別冊少女コミック』1978年6月増刊号）
  - レギオン（『別冊少女コミック』1978年10月増刊号）
  - 星の丘より（『別冊少女コミック』1977年5月増刊号）
- 金星樹（1992年、新潮社、新潮コミック）ISBN 4-10-603032-2
  - 上記5作品収録
  - 青い犬（『別冊少女コミック』1977年11月増刊号）
- 金星樹（2012年、復刊ドットコム、佐藤史生コレクション）ISBN 4-8354-4847-2
  - 上記6作品収録
- 春を夢見し（1980年、新書館、ペーパームーンコミックス）
  - ミッドナイトフィーバー（『別冊少女コミック』1979年4月増刊号）
  - 透明くらぶ（『別冊少女コミック』1979年6月増刊号）
  - 恋は味なもの!?（『別冊少女コミック』1977年2月号）※デビュー作
  - スフィンクスより愛をこめて（『別冊少女コミック』1977年5月号）
  - 春を夢見し（『別冊少女コミック』1978年4月号）
  - ふりかえるケンタウロス（『別冊少女コミック』1979年8月増刊号）
- 春を夢見し（2013年、復刊ドットコム、佐藤史生コレクション）ISBN 4-8354-4996-7
  - 上記6作品収録
- 夢みる惑星（『プチフラワー』1980年春の号 - 1984年5月号） → 夢みる惑星#既刊一覧 参照
- 死せる王女のための孔雀舞－七生子シリーズ－（1983年、新書館、ペーパームーンコミックス）
  - 雨男（『グレープフルーツ』第1号、1981年7月25日）
  - 死せる王女のための孔雀舞（『グレープフルーツ』第2号、1981年11月25日）
  - さらばマドンナの微笑（『グレープフルーツ』第4号、1982年5月25日）
  - 我はその名も知らざりき（『グレープフルーツ』第7号、1982年12月25日）
  - 夢喰い（『ニューファンタジーコミックの世界』1982年10月25日）※ワン・ゼロの原型
- 死せる王女のための孔雀舞（2012年、復刊ドットコム、佐藤史生コレクション）ISBN 4-8354-4825-1
  - 上記5作品収録
  - 一角獣にほほえみを（デビュー前、同人誌掲載、1976年）
  - マは魔法のマ（同人誌掲載、1977年）
- 阿呆船（1984年、新書館、ペーパームーンコミックス）ISBN 4-403-61051-X
  - 阿呆船（『別冊奇想天外No.9　SFマンガ大全集Part4』1980年1月）
  - 馬祀祭（『グレープフルーツ』第3号、1982年2月25日）
  - 天界の城（『SFマガジン』1983年10月号～12月号）
  - 天使の繭（『ペーパームーン／少女漫画・真夏の夜の夢』1979年7月）
  - 青い犬
- 天界の城（2001年、早川書房、ハヤカワ文庫JA）ISBN 4-15-030664-8
  - 阿呆船
  - 馬祀祭
  - 天界の城
  - 羅陵王（『LaLa』1985年12月号）
  - やどり木（『グレープフルーツ』第34号 - 第37号、1987年6月25日 - 12月25日）
- ワン・ゼロ（『プチフラワー』1984年10月号 - 1986年8月号）  → ワン・ゼロ#既刊一覧 参照
- この貧しき地上に（1985年、新書館、ペーパームーンコミックス）ISBN 4-403-61067-6
  - この貧しき地上に（『グレープフルーツ』第5号、1982年8月25日）
  - 青猿記（『グレープフルーツ』第12号～第13号、1983年10月25日 - 12月25日）
  - 一陽来復（『グレープフルーツ』第19号、1984年12月25日）
  - おまえのやさしい手で（『グレープフルーツ』第9号 - 第10号、1983年4月25日 - 6月25日）
- この貧しき地上に（2012年、復刊ドットコム、佐藤史生コレクション）ISBN 4-8354-4903-7
  - 上記4作品収録
  - 緑柱庭園（佐藤史生 (編) アンソロジー単行本『吉祥花人』描き下し、1987年8月31日）
- 打天楽（1987年、小学館、PFコミックス）ISBN 4-09-178691-X
  - 打天楽（『プチフラワー』1987年4月号 - 5月号）※ワン・ゼロ後日譚
  - ムーン・チャイルド－月の子－（『プチフラワー』1986年12月号）
  - 楕円軌道ラプソディ（『プチフラワー』1987年9月号）
- 打天楽－ワン・ゼロ番外編－（2016年、復刊ドットコム、佐藤史生コレクション）ISBN 4-8354-5292-5
  - 上記3作品収録
  - 天使の繭
- 羅陵王（1988年、白泉社、JETS COMICS）ISBN 4-592-13120-7
  - 羅陵王
  - Ａ（アレフ）（原案：徳永メイ「マーテル・ノストラ」[12]）（『グレープフルーツ』第23号、1985年8月25日）
  - タオピ（原案：徳永メイ）（『プチフラワー』1987年11月号）
  - 緑柱庭園
- やどり木（1988年、新書館、ペーパームーンコミックス）ISBN 4-403-61149-4
  - やどり木
  - まさかのときのハーレクイン・ロマンス（『グレープフルーツ』第31号、1986年12月25日）
  - バナナ・トリップに最良の日（『ASUKA』1985年9月号）
- やどり木（2014年、復刊ドットコム、佐藤史生コレクション）ISBN 4-8354-4999-1
  - 上記3作品収録
- チェンジリング（1989年、小学館、PFコミックス）ISBN 4-09-178692-8
  - チェンジリング（『プチフラワー』1989年3月号）
  - ネペンティス（『プチフラワー』1989年5月号）
  - 塵の天使（『プチフラワー』1989年1月号）
  - オフィーリア探し（原案：徳永メイ）（『プチフラワー』1989年7月号）
  - タイマー（『グレープフルーツ』第27号、1986年4月25日）
- 精霊王（1989年、小学館、PFビッグコミックス）ISBN 4-09-178693-6
  - 精霊王（原案：徳永メイ）（『プチフラワー』1988年8月号 - 10月号）
  - アシラム（原案：徳永メイ）（単行本描き下し）
  - ハヌマンを探して（『グレープフルーツ』第6号、1982年10月25日）
- 精霊王:徳永メイ原案作品集（2001年、小学館、小学館文庫）ISBN 4-09-191118-8
  - 精霊王
  - アシラム
  - オフィーリア探し
  - A (アレフ)
  - タオピ
- 鬼追うもの（1995年、小学館、PFコミックス）ISBN 4-09-172211-3
  - 鬼追うもの（『プチフラワー』1994年7月号）
  - 神遣い（『プチフラワー』1995年1月号、3月号、5月号）
- 心臓のない巨人（1999年、小学館、PFコミックス）ISBN 4-09-172212-1
  - 心臓のない巨人（『プチフラワー』1998年11月号、1999年1月号）
  - バビロンまで何マイル（『プチフラワー』1997年1月号、3月号）
- 魔術師さがし（2000年、小学館、PFコミックス）ISBN 4-09-172213-X
  - 魔術師さがし（『プチフラワー』2000年1月号、3月号、5月号）
  - 魔術師さがし／番外編　～暗喩、換喩または擬人的表現（単行本描き下し）
  - まるたの女（『プチフラワー』1988年7月号）
- 美女と野獣（『ペーパームーン／少女漫画・千一夜』1980年11月） → 夢みる惑星#既刊一覧 参照
- 雨の竜（『グレープフルーツ』第15号、1984年4月25日） → 夢みる惑星#既刊一覧 参照
- 総特集 佐藤史生（2024年、河出書房新社） ISBN 978-4-309-25755-6
  - 雨の竜
  - 青猿記
- 竜の姫君（『アリス・ブックⅠ』描き下し、1991年9月25日） → 夢みる惑星#既刊一覧 参照
- 夢喰い：佐藤史生傑作短編集（2024年、河出書房新社） ISBN 978-4-309-25756-3
  - 金星樹
  - レギオン
  - 阿呆船
  - 夢喰い
  - バナナ・トリップに最良の日
  - 羅陵王
  - 塵の天使
  - 一角獣にほほえみを

## 関連人物
徳永メイ（とくなが めい）
漫画家、漫画原作者。佐藤史生のアシスタントをしていた1980年代半ばに、「Ａ（アレフ）」「タオピ」「精霊王」「アシラム」「オフィーリア探し」の5作品の原案を提供している。